# ماراثون
الماراثون هو اختبار تحمل في رياضة ألعاب قوى، يتمثل  في الركض لمسافة 42.195 كيلومتر. وهو جزء من الألعاب الأولمبية في فئة الذكور منذ عام 1896، وضم في عام 1984 في لوس انجلوس فئة الإناث. وفازت بالميدالية الذهبية الأمريكية جوان بينوت.

## تاريخ
في عام 490 قبل الميلاد، نشبت معركة ماراثون بين اليونانيين والفرس في منطقة ماراثون باليونان، وبعد نزاع طويل انتصر اليونانيين على الفرس، وبعد الانتصار خرج شخص من المقاتلين اليونانيين اسمه فيديبيدس وقد جرى مسافة قدرها 40 كيلومتر من ماراثون إلى أثينا ليخبر أهلها أنهم انتصروا على الفرس وبعد أن أخبرهم بالموضوع مات من التعب والإرهاق. وقد سمي سباق الماراثون بهذا الاسم تيمنا بهذا العسكري الذي قطع كل هذه المسافة من أجل أن يخبرهم أنهم انتصروا على الفرس. وأقيمت أول بطولة للألعاب الأولمبية عام 1896 في اليونان، وكانت رياضة الماراثون من الألعاب الأساسية في الأولمبياد. وكان السباق يبدأ من جسر قرية ماراثون إلى أثينا وهي نفس المسافة التي قطعها فيديبيدس. وقد حصل على الميدالية الذهبية العداء اليوناني سبيريدون لويس (1873 - 1940) الذي سمي أستاد أثينا الأولمبي باسمه (إستاد سبيروس) وقد قطع المسافة في ساعتين و 58 دقيقة و 50 ثانية.

### تخطيط الماراثون
سبب المسافة الدقيقة للماراثون (42 كيلومترا و 195 مترا), هو ان كل متر له تأثيره. وقد جرى فيديبيدس، وهو الرسول الذي أرسى قواعد الماراثون، جرى من ميدان المعركة في ماراثون، وهي قرية صغيرة، إلى الأكروبوليس في أثينا لكي يعلن الانتصار (في اليونان تطلق كلمة نايكي التي تعني إله النصر Nike). ولكن كيف يمكننا أن نتذكر من أية أكمة أو شجرة في ميدان المعركة بدأ عدوه؟ وفي أي مكان بالضبط في أكروبوليس توقف؟ (ثم مات)؟ وهل سلك طريقاً مختصراً.. الخ. يخبرنا التاريخ من أين أتت المسافة المضبوطة. وفي الألعاب الأوليمبية القديمة تم تحديد مسافة حوالي 40 كيلومترا. ولذا بدأت الألعاب الأوليمبية الحديثة عام 1896 بمسافة 40 كيلومترا أيضا. وفي أوليمبياد عام 1908 تحددت مسافة 41 كيلومترا و 352 مترا في لندن. وطبقا للرواية فقد أرادت الأسرة المالكة البريطانية أن تكون البداية في قلعة وندسور بحيث يستطيع أحفاد الملك أدوارد السابع أن يشاهدوها، وفي نفس الوقت تكون النهاية أمام منطقة الجلوس الملكية في الإستاد الأوليمبي بحيث تستطيع الملكة الكسندرا أن تراقبها، لذا تمت إطالة مضمار السباق ليلائم تلك المتطلبات. وقد تم قياس تلك المسافة بالضبط وتثبيتها في كل الماراثونات القادمة. ومن تقاليد الماراثون، أن يصرخ العداؤون، في الثانية الأخيرة من الوعي «حفظ الله الملكة» (أو بشيء غير هذا أقل احتراما !) عند عبورهم علامة الـ 40 كيلومتراً حيث أن الأسرة المالكة البريطانية مدينة لنا بالمسافة الباقية.

## أبطال المارثون
الأوغندي ستيفين كيبروتيتش هو بطل سباق الماراثون في اولمبياد لندن 2012 وفاز بالميدالية الذهبية.
فاز العداء الأثيوبي ابيبي بيكيلا بالميدالية الذهبية خلال مشاركته بسباق الماراثون في الألعاب الأولمبية التي اقيمت في روما في عام 1960. وكان يركض مسافة 26 ميلا وهو حافي القدمين. وأصيب بيكيلا بالشلل بعد تعرضه لحادث سير في عام 1996 وتوفي بعدها بأربع سنوات.
في أولمبياد هلسكني 1952، أحرز العداء التشيكي اميل زاتوبيك ثلاث ميداليات ذهبية في سباقات 5 الآف متر و10 الآف متر وسباق الماراثون ليصبح أول عداء يفوز بالذهبية في ثلاث سباقات في دورة الألعاب الأولمبية ذاتها.
واجه صاحب الرقم القياسي العالمي للماراثون العداء الإثيوبي هايلي غبرسيلاسي صعوبة للتأهل لأولمبياد لندن 2012. وكان غبرسيلاسي أعلن اعتزاله في عام 2010 لكنه عاد وتراجع عن قراره بعد بضعة أيام. وفوغا سينغ أحد مشاهير الماراثون كونه حطم أرقاما قياسية أوروبية وعالمية وهو كبير في السن.
أحرز العداء الأوغندي ستيفن كيبروتيتش يوم ذهبية سباق الماراثون في أولمبياد لندن. وسجل الكيني إيليود كيبتشوغ رقما قياسيا عالميا جديدا في سباقات الماراثون، بلغ ساعتين ودقيقة واحدة و39 ثانية خلال ماراثون برلين 2018.

## المسافة
| السنة    | المسافة (كيلومتر) | المسافة (ميل) |
| -------- | ----------------- | ------------- |
| 1896     | 40                | 24.85         |
| 1900     | 40.26             | 25.02         |
| 1904     | 40                | 24.85         |
| 1906     | 41.86             | 26.01         |
| 1908     | 42.195            | 26.22         |
| 1912     | 40.2              | 24.98         |
| 1920     | 42.75             | 26.56         |
| منذ 1924 | 42.195            | 26.22         |

## وصلات خارجية
- مواعيد الماراثون